# Pegomya testacea
Pegomya testacea es una especie de díptero del género Pegomya, tribu Pegomyini, familia Anthomyiidae. Fue descrita científicamente por De Geer en 1776.
Se distribuye por la región paleártica. La longitud de las alas es de 6,0 a 8,6 milímetros, con el cuerpo y las patas de color amarillo y marrón.